# Eleições legislativas portuguesas de 2022 no distrito de Castelo Branco
| Eleições legislativas portuguesas de 2022 Distritos: Aveiro \| Beja \| Braga \| Bragança \| Castelo Branco \| Coimbra \| Évora \| Faro \| Guarda \| Leiria \| Lisboa \| Portalegre \| Porto \| Santarém \| Setúbal \| Viana do Castelo \| Vila Real \| Viseu \| Açores \| Madeira \| Estrangeiro |

## Resultados por concelho
Os resultados nos concelhos do Distrito de Castelo Branco foram os seguintes:

### Belmonte
| Partido                 | Partido                        | Votos | %               | +/-  |
| ----------------------- | ------------------------------ | ----- | --------------- | ---- |
|                         | Partido Socialista             | 1 654 | 53,05 / 100,00  | 6,53 |
|                         | Partido Social Democrata       | 664   | 21,30 / 100,00  | 1,87 |
|                         | CHEGA                          | 272   | 8,72 / 100,00   | 7,16 |
|                         | Bloco de Esquerda              | 124   | 3,98 / 100,00   | 7,45 |
|                         | Coligação Democrática Unitária | 116   | 3,72 / 100,00   | 2,62 |
|                         | Iniciativa Liberal             | 71    | 2,28 / 100,00   | 1,94 |
|                         | CDS – Partido Popular          | 36    | 1,15 / 100,00   | 1,80 |
|                         | Outros (com menos de 1,00%)    | 95    | 3,04 / 100,00   |      |
| Votos Inválidos         | Votos Inválidos                | 86    | 2,75 / 100,00   | 1,96 |
| Total                   | Total                          | 3 118 | 100,00 / 100,00 |      |
| Eleitorado/Participação | Eleitorado/Participação        | 6 021 | 51,79 / 100,00  | 3,80 |

| Freguesia                   | %     | %     | %    | %    | %    | %    | %    | Votantes |
| Freguesia                   | PS    | PSD   | CH   | BE   | CDU  | IL   | CDS  | Votantes |
| --------------------------- | ----- | ----- | ---- | ---- | ---- | ---- | ---- | -------- |
| Freguesia                   |       |       |      |      |      |      |      | Votantes |
| Belmonte e Colmeal da Torre | 55,42 | 18,99 | 9,35 | 3,88 | 3,99 | 2,22 | 0,80 | 1 754    |
| Caria                       | 47,43 | 26,34 | 9,24 | 4,10 | 3,08 | 2,39 | 1,94 | 877      |
| Inguias                     | 52,65 | 21,18 | 6,54 | 4,36 | 3,74 | 2,18 | 1,25 | 321      |
| Maçainhas                   | 58,43 | 19,28 | 3,61 | 3,61 | 4,22 | 2,41 | 0,60 | 166      |
| Belmonte                    | 53,05 | 21,30 | 8,72 | 3,98 | 3,72 | 2,28 | 1,15 | 3 118    |

### Castelo Branco
| Partido                 | Partido                        | Votos  | %               | +/-  |
| ----------------------- | ------------------------------ | ------ | --------------- | ---- |
|                         | Partido Socialista             | 12 291 | 44,64 / 100,00  | 4,54 |
|                         | Partido Social Democrata       | 7 648  | 27,78 / 100,00  | 1,74 |
|                         | CHEGA                          | 3 008  | 10,93 / 100,00  | 9,11 |
|                         | Bloco de Esquerda              | 1 234  | 4,48 / 100,00   | 7,06 |
|                         | Iniciativa Liberal             | 817    | 2,97 / 100,00   | 2,26 |
|                         | Coligação Democrática Unitária | 690    | 2,51 / 100,00   | 1,77 |
|                         | CDS – Partido Popular          | 341    | 1,24 / 100,00   | 1,78 |
|                         | Pessoas–Animais–Natureza       | 316    | 1,15 / 100,00   | 1,95 |
|                         | LIVRE                          | 284    | 1,03 / 100,00   | 0,06 |
|                         | Outros (com menos de 1,00%)    | 327    | 1,19 / 100,00   |      |
| Votos Inválidos         | Votos Inválidos                | 576    | 2,09 / 100,00   | 2,47 |
| Total                   | Total                          | 27 532 | 100,00 / 100,00 |      |
| Eleitorado/Participação | Eleitorado/Participação        | 48 429 | 56,85 / 100,00  | 2,51 |

| Freguesia                        | %     | %     | %     | %    | %    | %    | %    | %    | %    | Votantes |
| Freguesia                        | PS    | PSD   | CH    | BE   | IL   | CDU  | CDS  | PAN  | L    | Votantes |
| -------------------------------- | ----- | ----- | ----- | ---- | ---- | ---- | ---- | ---- | ---- | -------- |
| Freguesia                        |       |       |       |      |      |      |      |      |      | Votantes |
| Alcains                          | 49,75 | 23,62 | 9,61  | 4,30 | 3,80 | 2,29 | 1,28 | 0,69 | 0,96 | 2 185    |
| Almaceda                         | 58,24 | 22,61 | 5,36  | 5,36 | 1,53 | 2,68 | 1,53 | 0,38 | 0,38 | 261      |
| Benquerenças                     | 50,14 | 20,78 | 9,42  | 6,93 | 3,05 | 1,94 | 1,39 | 1,66 | 0,28 | 361      |
| Castelo Branco                   | 40,39 | 30,38 | 11,86 | 4,70 | 3,45 | 2,61 | 1,13 | 1,30 | 1,22 | 17 986   |
| Cebolais de Cima e Retaxo        | 55,69 | 15,65 | 8,84  | 5,69 | 1,83 | 4,37 | 1,32 | 1,83 | 0,91 | 984      |
| Escalos de Baixo e Mata          | 56,62 | 20,15 | 9,40  | 3,65 | 1,54 | 1,34 | 1,73 | 0,38 | 0,77 | 521      |
| Escalos de Cima e Lousa          | 58,95 | 17,48 | 9,71  | 4,44 | 0,97 | 2,36 | 1,53 | 0,55 | 0,14 | 721      |
| Freixial e Juncal do Campo       | 60,14 | 19,81 | 9,09  | 3,26 | 0,93 | 1,86 | 0,47 | 0,93 | 0,23 | 429      |
| Lardosa                          | 54,92 | 22,10 | 11,82 | 2,63 | 0,88 | 2,63 | 0,66 | 1,75 | 0,66 | 457      |
| Louriçal do Campo                | 49,82 | 28,42 | 8,42  | 2,11 | 2,46 | 2,46 | 1,75 | 1,40 | 0    | 285      |
| Malpica do Tejo                  | 61,32 | 8,96  | 10,38 | 2,83 | 0    | 8,02 | 0,94 | 0    | 0,47 | 212      |
| Monforte da Beira                | 63,47 | 17,37 | 10,78 | 1,80 | 0    | 0,60 | 3,59 | 0    | 0    | 167      |
| Ninho do Açor e Sobral do Campo  | 50,26 | 24,61 | 9,33  | 3,11 | 2,33 | 1,30 | 1,81 | 1,30 | 1,30 | 386      |
| Póvoa de Rio de Moinhos e Cafede | 47,65 | 21,15 | 13,68 | 3,63 | 2,78 | 2,35 | 1,28 | 0,85 | 0,43 | 468      |
| Salgueiro do Campo               | 59,55 | 17,84 | 9,05  | 4,27 | 1,01 | 2,51 | 1,01 | 0,50 | 1,26 | 398      |
| Santo André das Tojeiras         | 50,91 | 30,49 | 8,54  | 1,52 | 1,52 | 0,91 | 2,74 | 0    | 0    | 328      |
| São Vicente da Beira             | 46,75 | 33,39 | 5,23  | 5,42 | 0,54 | 1,26 | 1,62 | 0,54 | 0,54 | 554      |
| Sarzedas                         | 44,21 | 36,72 | 6,95  | 2,85 | 1,07 | 0,71 | 2,14 | 0,89 | 0,36 | 561      |
| Tinalhas                         | 46,27 | 28,73 | 8,21  | 4,10 | 4,10 | 1,87 | 1,12 | 0,75 | 1,87 | 268      |
| Castelo Branco                   | 44,64 | 27,78 | 10,93 | 4,48 | 2,97 | 2,51 | 1,24 | 1,15 | 1,03 | 27 532   |

### Covilhã
| Partido                 | Partido                        | Votos  | %               | +/-  |
| ----------------------- | ------------------------------ | ------ | --------------- | ---- |
|                         | Partido Socialista             | 14 153 | 54,79 / 100,00  | 9,88 |
|                         | Partido Social Democrata       | 5 403  | 20,92 / 100,00  | 3,05 |
|                         | CHEGA                          | 1 363  | 5,28 / 100,00   | 4,46 |
|                         | Bloco de Esquerda              | 1 310  | 5,07 / 100,00   | 8,85 |
|                         | Coligação Democrática Unitária | 1 223  | 4,73 / 100,00   | 2,92 |
|                         | Iniciativa Liberal             | 690    | 2,67 / 100,00   | 2,10 |
|                         | CDS – Partido Popular          | 367    | 1,42 / 100,00   | 2,40 |
|                         | Pessoas–Animais–Natureza       | 280    | 1,08 / 100,00   | 1,35 |
|                         | Outros (com menos de 1,00%)    | 532    | 2,06 / 100,00   |      |
| Votos Inválidos         | Votos Inválidos                | 508    | 1,97 / 100,00   | 2,09 |
| Total                   | Total                          | 25 829 | 100,00 / 100,00 |      |
| Eleitorado/Participação | Eleitorado/Participação        | 43 983 | 58,72 / 100,00  | 2,84 |

| Freguesia                        | %     | %     | %    | %    | %    | %    | %    | %    | Votantes |
| Freguesia                        | PS    | PSD   | CH   | BE   | CDU  | IL   | CDS  | PAN  | Votantes |
| -------------------------------- | ----- | ----- | ---- | ---- | ---- | ---- | ---- | ---- | -------- |
| Freguesia                        |       |       |      |      |      |      |      |      | Votantes |
| Aldeia de São Francisco de Assis | 66,54 | 12,55 | 7,98 | 1,90 | 4,94 | 0,76 | 1,14 | 0,76 | 263      |
| Barco e Coutada                  | 54,35 | 20,24 | 7,53 | 7,53 | 1,41 | 2,59 | 2,12 | 1,65 | 425      |
| Boidobra                         | 49,12 | 23,89 | 5,56 | 5,15 | 6,56 | 3,40 | 1,52 | 0,88 | 1 708    |
| Cantar-Galo e Vila do Carvalho   | 67,44 | 9,81  | 4,63 | 6,39 | 4,68 | 2,31 | 0,99 | 0,66 | 1 815    |
| Casegas e Ourondo                | 55,73 | 21,66 | 3,82 | 4,46 | 4,46 | 0,96 | 2,55 | 0,96 | 314      |
| Cortes do Meio                   | 60,05 | 14,29 | 6,54 | 3,63 | 5,81 | 2,91 | 1,94 | 0,97 | 413      |
| Covilhã e Canhoso                | 51,85 | 24,32 | 4,07 | 5,55 | 4,37 | 3,16 | 1,37 | 1,33 | 10 013   |
| Dominguizo                       | 50,37 | 26,68 | 6,72 | 4,66 | 1,49 | 2,43 | 1,87 | 1,49 | 536      |
| Erada                            | 68,69 | 12,88 | 5,81 | 5,05 | 1,26 | 1,52 | 2,02 | 0,51 | 396      |
| Ferro                            | 51,10 | 20,33 | 8,24 | 5,77 | 3,30 | 2,34 | 1,24 | 1,51 | 728      |
| Orjais                           | 64,15 | 16,59 | 2,93 | 5,61 | 0,73 | 3,17 | 1,71 | 0,73 | 410      |
| Paul                             | 47,43 | 24,05 | 7,57 | 4,32 | 5,95 | 1,89 | 2,43 | 1,62 | 740      |
| Peraboa                          | 49,19 | 30,48 | 7,85 | 3,23 | 0,92 | 3,00 | 2,77 | 0,69 | 433      |
| Peso e Vales do Rio              | 55,52 | 20,23 | 5,45 | 4,88 | 2,44 | 2,58 | 3,01 | 0,72 | 697      |
| São Jorge da Beira               | 62,97 | 20,89 | 3,80 | 2,22 | 3,16 | 1,58 | 0,63 | 0,95 | 316      |
| Sobral de São Miguel             | 44,32 | 29,73 | 4,32 | 5,41 | 3,78 | 0,54 | 7,57 | 0,54 | 185      |
| Teixoso e Sarzedo                | 63,82 | 15,32 | 5,78 | 4,39 | 3,22 | 1,70 | 0,90 | 0,99 | 2 233    |
| Tortosendo                       | 49,33 | 20,81 | 6,57 | 4,34 | 9,74 | 3,14 | 0,93 | 0,90 | 2 998    |
| Unhais da Serra                  | 63,39 | 16,19 | 5,30 | 4,69 | 3,93 | 0,91 | 0,61 | 0,61 | 661      |
| Vale Formoso e Aldeia do Souto   | 59,53 | 14,66 | 9,38 | 4,11 | 3,81 | 1,76 | 1,47 | 0,29 | 341      |
| Verdelhos                        | 65,69 | 15,20 | 5,88 | 1,96 | 2,94 | 0,98 | 0    | 1,47 | 204      |
| Covilhã                          | 54,79 | 20,92 | 5,28 | 5,07 | 4,73 | 2,67 | 1,42 | 1,08 | 25 829   |

### Fundão
| Partido                 | Partido                        | Votos  | %               | +/-  |
| ----------------------- | ------------------------------ | ------ | --------------- | ---- |
|                         | Partido Socialista             | 6 667  | 47,64 / 100,00  | 6,01 |
|                         | Partido Social Democrata       | 3 690  | 26,36 / 100,00  | 1,81 |
|                         | CHEGA                          | 1 212  | 8,66 / 100,00   | 7,47 |
|                         | Bloco de Esquerda              | 685    | 4,89 / 100,00   | 7,36 |
|                         | Iniciativa Liberal             | 402    | 2,87 / 100,00   | 2,10 |
|                         | Coligação Democrática Unitária | 341    | 2,44 / 100,00   | 1,56 |
|                         | CDS – Partido Popular          | 222    | 1,59 / 100,00   | 2,04 |
|                         | Outros (com menos de 1,00%)    | 410    | 2,93 / 100,00   |      |
| Votos Inválidos         | Votos Inválidos                | 367    | 2,63 / 100,00   | 2,43 |
| Total                   | Total                          | 13 996 | 100,00 / 100,00 |      |
| Eleitorado/Participação | Eleitorado/Participação        | 25 356 | 55,20 / 100,00  | 2,86 |

| Freguesia                           | %     | %     | %     | %    | %    | %    | %    | Votantes |
| Freguesia                           | PS    | PSD   | CH    | BE   | IL   | CDU  | CDS  | Votantes |
| ----------------------------------- | ----- | ----- | ----- | ---- | ---- | ---- | ---- | -------- |
| Freguesia                           |       |       |       |      |      |      |      | Votantes |
| Alcaide                             | 52,98 | 19,94 | 7,14  | 7,44 | 0,60 | 6,55 | 1,19 | 336      |
| Alcaria                             | 43,83 | 27,65 | 10,78 | 7,65 | 1,39 | 1,74 | 1,74 | 575      |
| Alcongosta                          | 49,43 | 21,46 | 12,64 | 4,60 | 0,38 | 3,83 | 0,77 | 261      |
| Alpedrinha                          | 44,55 | 36,82 | 6,36  | 2,73 | 1,59 | 2,05 | 2,05 | 440      |
| Barroca                             | 55,95 | 28,57 | 6,75  | 2,78 | 0,79 | 0,40 | 1,98 | 252      |
| Bogas de Cima                       | 36,14 | 39,76 | 11,45 | 1,81 | 0,60 | 1,81 | 3,01 | 166      |
| Capinha                             | 48,98 | 19,90 | 7,65  | 4,08 | 2,04 | 7,14 | 3,06 | 196      |
| Castelejo                           | 44,92 | 27,54 | 9,63  | 4,81 | 0,80 | 3,74 | 1,87 | 374      |
| Castelo Novo                        | 48,30 | 25,57 | 6,82  | 2,27 | 5,11 | 0    | 1,70 | 176      |
| Enxames                             | 47,15 | 23,17 | 8,13  | 7,72 | 2,44 | 1,22 | 0,81 | 246      |
| Fatela                              | 61,45 | 11,45 | 12,21 | 6,11 | 0,76 | 1,53 | 1,91 | 262      |
| Fundão                              | 45,85 | 26,81 | 8,21  | 5,61 | 4,27 | 2,46 | 1,37 | 6 628    |
| Janeiro de Cima e Bogas de Baixo    | 47,53 | 32,32 | 7,22  | 3,80 | 1,52 | 2,28 | 1,52 | 263      |
| Lavacolhos                          | 59,13 | 17,39 | 4,35  | 1,74 | 3,48 | 5,22 | 0    | 115      |
| Orca                                | 52,84 | 28,09 | 6,69  | 2,68 | 0,67 | 1,67 | 2,34 | 299      |
| Pero Viseu                          | 49,85 | 18,43 | 11,18 | 5,44 | 1,81 | 3,32 | 2,42 | 331      |
| Póvoa de Atalaia e Atalaia do Campo | 43,63 | 29,49 | 11,17 | 4,19 | 1,75 | 1,92 | 2,62 | 573      |
| Silvares                            | 56,14 | 22,87 | 8,32  | 1,32 | 2,65 | 1,51 | 1,13 | 529      |
| Soalheira                           | 36,80 | 36,32 | 12,35 | 3,87 | 1,21 | 2,66 | 2,66 | 413      |
| Souto da Casa                       | 46,56 | 31,04 | 7,38  | 3,31 | 1,27 | 3,05 | 0,25 | 393      |
| Telhado                             | 52,35 | 17,24 | 10,97 | 6,27 | 3,45 | 2,82 | 0,94 | 319      |
| Três Povos                          | 52,09 | 24,61 | 9,16  | 2,36 | 1,57 | 0,79 | 3,14 | 382      |
| Vale de Prazeres e Mata da Rainha   | 60,39 | 20,56 | 6,64  | 3,85 | 1,50 | 1,28 | 1,28 | 467      |
| Fundão                              | 47,64 | 26,36 | 8,66  | 4,89 | 2,87 | 2,44 | 1,59 | 13 996   |

### Idanha-a-Nova
| Partido                 | Partido                        | Votos | %               | +/-  |
| ----------------------- | ------------------------------ | ----- | --------------- | ---- |
|                         | Partido Socialista             | 2 214 | 51,68 / 100,00  | 3,33 |
|                         | Partido Social Democrata       | 1 003 | 23,41 / 100,00  | 0,59 |
|                         | CHEGA                          | 418   | 9,76 / 100,00   | 8,20 |
|                         | Bloco de Esquerda              | 132   | 3,08 / 100,00   | 4,22 |
|                         | Coligação Democrática Unitária | 127   | 2,96 / 100,00   | 1,99 |
|                         | Iniciativa Liberal             | 66    | 1,54 / 100,00   | 1,32 |
|                         | CDS – Partido Popular          | 62    | 1,45 / 100,00   | 2,15 |
|                         | Outros (com menos de 1,00%)    | 138   | 3,21 / 100,00   |      |
| Votos Inválidos         | Votos Inválidos                | 124   | 2,89 / 100,00   | 1,94 |
| Total                   | Total                          | 4 284 | 100,00 / 100,00 |      |
| Eleitorado/Participação | Eleitorado/Participação        | 7 950 | 53,89 / 100,00  | 3,33 |

| Freguesia                           | %     | %     | %     | %    | %    | %    | %    | Votantes |
| Freguesia                           | PS    | PSD   | CH    | BE   | CDU  | IL   | CDS  | Votantes |
| ----------------------------------- | ----- | ----- | ----- | ---- | ---- | ---- | ---- | -------- |
| Freguesia                           |       |       |       |      |      |      |      | Votantes |
| Aldeia de Santa Margarida           | 51,52 | 26,52 | 8,33  | 5,30 | 0,76 | 0,76 | 0,76 | 132      |
| Idanha-a-Nova e Alcafozes           | 47,82 | 26,17 | 10,86 | 2,63 | 3,54 | 2,55 | 1,23 | 1 215    |
| Ladoeiro                            | 56,02 | 22,18 | 11,66 | 3,25 | 1,53 | 1,15 | 0,57 | 523      |
| Medelim                             | 57,14 | 21,43 | 5,56  | 3,17 | 0    | 0,79 | 0,79 | 126      |
| Monfortinho e Salvaterra do Extremo | 41,32 | 28,39 | 14,20 | 2,21 | 4,73 | 1,58 | 1,89 | 317      |
| Monsanto e Idanha-a-Velha           | 61,85 | 15,69 | 7,69  | 2,15 | 1,85 | 0,92 | 2,46 | 325      |
| Oledo                               | 49,69 | 24,53 | 6,92  | 2,52 | 5,03 | 1,26 | 0,63 | 159      |
| Penha Garcia                        | 52,92 | 23,12 | 7,52  | 3,06 | 1,11 | 1,67 | 1,95 | 359      |
| Proença-a-Velha                     | 47,92 | 23,96 | 11,46 | 2,08 | 3,13 | 0    | 1,04 | 96       |
| Rosmaninhal                         | 47,67 | 21,76 | 12,95 | 5,70 | 3,11 | 2,59 | 0,52 | 193      |
| São Miguel de Acha                  | 49,62 | 29,23 | 5,38  | 3,85 | 2,69 | 1,15 | 2,31 | 260      |
| Toulões                             | 56,45 | 18,55 | 8,06  | 4,84 | 1,61 | 0,81 | 2,42 | 124      |
| Zebreira e Segura                   | 57,58 | 17,58 | 8,57  | 3,08 | 5,27 | 0,44 | 1,98 | 455      |
| Idanha-a-Nova                       | 51,68 | 23,41 | 9,76  | 3,08 | 2,96 | 1,54 | 1,45 | 4 284    |

### Oleiros
| Partido                 | Partido                     | Votos | %               | +/-  |
| ----------------------- | --------------------------- | ----- | --------------- | ---- |
|                         | Partido Social Democrata    | 1 282 | 46,10 / 100,00  | 3,07 |
|                         | Partido Socialista          | 998   | 35,89 / 100,00  | 8,30 |
|                         | CHEGA                       | 174   | 6,26 / 100,00   | 5,34 |
|                         | Bloco de Esquerda           | 60    | 2,16 / 100,00   | 4,23 |
|                         | CDS – Partido Popular       | 50    | 1,80 / 100,00   | 2,11 |
|                         | Iniciativa Liberal          | 39    | 1,40 / 100,00   | 1,23 |
|                         | Outros (com menos de 1,00%) | 94    | 3,37 / 100,00   |      |
| Votos Inválidos         | Votos Inválidos             | 85    | 3,05 / 100,00   | 2,56 |
| Total                   | Total                       | 2 781 | 100,00 / 100,00 |      |
| Eleitorado/Participação | Eleitorado/Participação     | 4 646 | 59,86 / 100,00  | 1,08 |

| Freguesia                | %     | %     | %    | %    | %    | %    | Votantes |
| Freguesia                | PSD   | PS    | CH   | BE   | CDS  | IL   | Votantes |
| ------------------------ | ----- | ----- | ---- | ---- | ---- | ---- | -------- |
| Freguesia                |       |       |      |      |      |      | Votantes |
| Álvaro                   | 68,18 | 21,59 | 2,27 | 0    | 0    | 0    | 88       |
| Cambas                   | 55,47 | 29,20 | 2,92 | 1,46 | 2,19 | 1,46 | 137      |
| Estreito - Vilar Barroco | 48,34 | 34,70 | 4,68 | 2,53 | 2,34 | 1,56 | 513      |
| Isna                     | 49,53 | 27,10 | 6,54 | 2,80 | 4,67 | 0,93 | 107      |
| Madeirã                  | 45,45 | 39,77 | 3,41 | 0    | 1,14 | 2,27 | 88       |
| Mosteiro                 | 44,85 | 40,61 | 6,06 | 1,21 | 1,82 | 1,82 | 165      |
| Oleiros - Amieira        | 44,84 | 36,42 | 7,76 | 2,64 | 0,99 | 1,40 | 1 211    |
| Orvalho                  | 30,68 | 45,42 | 9,16 | 0,80 | 2,39 | 1,20 | 251      |
| Sarnadas de São Simão    | 47,79 | 36,28 | 1,77 | 3,54 | 6,19 | 1,77 | 113      |
| Sobral                   | 52,78 | 31,48 | 4,63 | 1,85 | 0,93 | 0    | 108      |
| Oleiros                  | 46,10 | 35,89 | 6,26 | 2,16 | 1,80 | 1,40 | 2 781    |

### Penamacor
| Partido                 | Partido                        | Votos | %               | +/-   |
| ----------------------- | ------------------------------ | ----- | --------------- | ----- |
|                         | Partido Socialista             | 1 163 | 48,26 / 100,00  | 4,71  |
|                         | Partido Social Democrata       | 616   | 25,56 / 100,00  | 0,57  |
|                         | CHEGA                          | 277   | 11,49 / 100,00  | 10,26 |
|                         | Bloco de Esquerda              | 96    | 3,98 / 100,00   | 6,58  |
|                         | CDS – Partido Popular          | 60    | 2,49 / 100,00   | 1,87  |
|                         | Coligação Democrática Unitária | 39    | 1,62 / 100,00   | 1,77  |
|                         | Iniciativa Liberal             | 29    | 1,20 / 100,00   | 0,89  |
|                         | Outros (com menos de 1,00%)    | 60    | 2,48 / 100,00   |       |
| Votos Inválidos         | Votos Inválidos                | 70    | 2,90 / 100,00   | 2,34  |
| Total                   | Total                          | 2 410 | 100,00 / 100,00 |       |
| Eleitorado/Participação | Eleitorado/Participação        | 4 259 | 56,59 / 100,00  | 5,98  |

| Freguesia                                     | %     | %     | %     | %    | %    | %    | %    | Votantes |
| Freguesia                                     | PS    | PSD   | CH    | BE   | CDS  | CDU  | IL   | Votantes |
| --------------------------------------------- | ----- | ----- | ----- | ---- | ---- | ---- | ---- | -------- |
| Freguesia                                     |       |       |       |      |      |      |      | Votantes |
| Aldeia do Bispo, Águas e Aldeia de João Pires | 44,42 | 25,00 | 11,36 | 4,13 | 2,69 | 3,72 | 1,45 | 484      |
| Aranhas                                       | 43,68 | 23,56 | 20,69 | 2,87 | 1,72 | 0,57 | 0,57 | 174      |
| Benquerença                                   | 52,89 | 20,44 | 8,44  | 7,11 | 2,22 | 2,67 | 1,78 | 225      |
| Meimão                                        | 57,24 | 24,83 | 2,76  | 4,14 | 2,76 | 0    | 1,38 | 145      |
| Meimoa                                        | 46,71 | 24,55 | 14,97 | 4,19 | 2,40 | 0,60 | 2,40 | 167      |
| Pedrógão de São Pedro e Bemposta              | 53,68 | 25,54 | 9,52  | 3,03 | 3,03 | 0,43 | 0    | 231      |
| Penamacor                                     | 43,26 | 31,70 | 11,85 | 3,85 | 2,07 | 1,19 | 1,48 | 675      |
| Salvador                                      | 56,90 | 14,94 | 15,52 | 1,72 | 2,87 | 1,15 | 0    | 174      |
| Vale da Senhora da Póvoa                      | 57,04 | 23,70 | 6,67  | 4,44 | 3,70 | 1,48 | 0,74 | 135      |
| Penamacor                                     | 48,26 | 25,56 | 11,49 | 3,98 | 2,49 | 1,62 | 1,20 | 2 410    |

### Proença-a-Nova
| Partido                 | Partido                        | Votos | %               | +/-  |
| ----------------------- | ------------------------------ | ----- | --------------- | ---- |
|                         | Partido Socialista             | 1 805 | 43,75 / 100,00  | 3,96 |
|                         | Partido Social Democrata       | 1 540 | 37,32 / 100,00  | 0,84 |
|                         | CHEGA                          | 297   | 7,20 / 100,00   | 6,25 |
|                         | Bloco de Esquerda              | 88    | 2,13 / 100,00   | 4,07 |
|                         | CDS – Partido Popular          | 86    | 2,08 / 100,00   | 2,96 |
|                         | Iniciativa Liberal             | 81    | 1,96 / 100,00   | 1,30 |
|                         | Coligação Democrática Unitária | 43    | 1,04 / 100,00   | 0,28 |
|                         | Outros (com menos de 1,00%)    | 74    | 1,79 / 100,00   |      |
| Votos Inválidos         | Votos Inválidos                | 112   | 2,71 / 100,00   | 2,40 |
| Total                   | Total                          | 4 126 | 100,00 / 100,00 |      |
| Eleitorado/Participação | Eleitorado/Participação        | 6 798 | 60,69 / 100,00  | 1,34 |

| Freguesia                          | %     | %     | %     | %    | %    | %    | %    | Votantes |
| Freguesia                          | PS    | PSD   | CH    | BE   | CDS  | IL   | CDU  | Votantes |
| ---------------------------------- | ----- | ----- | ----- | ---- | ---- | ---- | ---- | -------- |
| Freguesia                          |       |       |       |      |      |      |      | Votantes |
| Montes da Senhora                  | 42,98 | 39,39 | 8,82  | 1,38 | 2,20 | 1,10 | 1,10 | 363      |
| Proença-a-Nova e Peral             | 42,08 | 37,34 | 7,30  | 2,37 | 2,06 | 2,37 | 1,09 | 2 576    |
| São Pedro do Esteval               | 48,97 | 30,00 | 10,69 | 3,10 | 1,72 | 2,41 | 0,69 | 290      |
| Sobreira Formosa e Alvito da Beira | 47,16 | 38,80 | 5,13  | 1,45 | 2,23 | 1,00 | 1,00 | 897      |
| Proença-a-Nova                     | 43,75 | 37,32 | 7,20  | 2,13 | 2,08 | 1,96 | 1,04 | 4 126    |

### Sertã
| Partido                 | Partido                     | Votos  | %               | +/-  |
| ----------------------- | --------------------------- | ------ | --------------- | ---- |
|                         | Partido Socialista          | 3 264  | 39,96 / 100,00  | 9,29 |
|                         | Partido Social Democrata    | 3 172  | 38,83 / 100,00  | 5,10 |
|                         | CHEGA                       | 674    | 8,25 / 100,00   | 7,11 |
|                         | Bloco de Esquerda           | 218    | 2,67 / 100,00   | 3,37 |
|                         | CDS – Partido Popular       | 187    | 2,29 / 100,00   | 2,52 |
|                         | Iniciativa Liberal          | 166    | 2,03 / 100,00   | 1,60 |
|                         | Outros (com menos de 1,00%) | 269    | 3,29 / 100,00   |      |
| Votos Inválidos         | Votos Inválidos             | 218    | 2,67 / 100,00   | 3,52 |
| Total                   | Total                       | 8 168  | 100,00 / 100,00 |      |
| Eleitorado/Participação | Eleitorado/Participação     | 13 298 | 61,42 / 100,00  | 1,98 |

| Freguesia                                 | %     | %     | %     | %    | %    | %    | Votantes |
| Freguesia                                 | PS    | PSD   | CH    | BE   | CDS  | IL   | Votantes |
| ----------------------------------------- | ----- | ----- | ----- | ---- | ---- | ---- | -------- |
| Freguesia                                 |       |       |       |      |      |      | Votantes |
| Cabeçudo                                  | 50,84 | 31,72 | 5,88  | 3,57 | 1,26 | 1,89 | 476      |
| Carvalhal                                 | 57,49 | 26,72 | 5,67  | 2,83 | 2,83 | 0,81 | 247      |
| Castelo                                   | 46,92 | 33,20 | 8,95  | 2,78 | 1,39 | 1,19 | 503      |
| Cernache do Bonjardim, Nesperal e Palhais | 42,13 | 35,11 | 9,19  | 3,33 | 1,90 | 1,95 | 1 894    |
| Cumeada e Marmeleiro                      | 36,16 | 44,39 | 7,73  | 1,75 | 3,49 | 1,00 | 401      |
| Ermida e Figueiredo                       | 18,75 | 61,06 | 10,58 | 0,96 | 5,29 | 0,48 | 208      |
| Pedrógão Pequeno                          | 41,87 | 34,93 | 8,53  | 1,07 | 3,47 | 1,60 | 375      |
| Sertã                                     | 37,98 | 40,08 | 8,11  | 2,99 | 2,16 | 2,68 | 3 241    |
| Troviscal                                 | 30,09 | 49,53 | 8,06  | 1,66 | 1,42 | 0,47 | 422      |
| Várzea dos Cavaleiros                     | 36,66 | 44,64 | 7,73  | 0    | 4,24 | 2,99 | 401      |
| Sertã                                     | 39,96 | 38,83 | 8,25  | 2,67 | 2,29 | 2,03 | 8 168    |

### Vila de Rei
| Partido                 | Partido                        | Votos | %               | +/-  |
| ----------------------- | ------------------------------ | ----- | --------------- | ---- |
|                         | Partido Social Democrata       | 842   | 45,15 / 100,00  | 1,69 |
|                         | Partido Socialista             | 514   | 27,56 / 100,00  | 5,76 |
|                         | CHEGA                          | 156   | 8,36 / 100,00   | 7,11 |
|                         | CDS – Partido Popular          | 65    | 3,49 / 100,00   | 3,51 |
|                         | Bloco de Esquerda              | 55    | 2,95 / 100,00   | 2,49 |
|                         | Iniciativa Liberal             | 49    | 2,63 / 100,00   | 2,21 |
|                         | Coligação Democrática Unitária | 39    | 2,09 / 100,00   | 0,16 |
|                         | Pessoas–Animais–Natureza       | 22    | 1,18 / 100,00   | 0,96 |
|                         | Outros (com menos de 1,00%)    | 40    | 2,15 / 100,00   |      |
| Votos Inválidos         | Votos Inválidos                | 83    | 4,45 / 100,00   | 3,91 |
| Total                   | Total                          | 1 865 | 100,00 / 100,00 |      |
| Eleitorado/Participação | Eleitorado/Participação        | 2 738 | 68,12 / 100,00  | 1,44 |

| Freguesia        | %     | %     | %    | %    | %    | %    | %    | %    | Votantes |
| Freguesia        | PSD   | PS    | CH   | CDS  | BE   | IL   | CDU  | PAN  | Votantes |
| ---------------- | ----- | ----- | ---- | ---- | ---- | ---- | ---- | ---- | -------- |
| Freguesia        |       |       |      |      |      |      |      |      | Votantes |
| Fundada          | 44,93 | 25,75 | 9,32 | 5,21 | 3,01 | 0,82 | 3,84 | 0,82 | 365      |
| São João do Peso | 46,58 | 32,88 | 6,85 | 2,74 | 4,11 | 0    | 6,85 | 0    | 73       |
| Vila de Rei      | 45,13 | 27,75 | 8,20 | 3,08 | 2,87 | 3,22 | 1,40 | 1,33 | 1 427    |
| Vila de Rei      | 45,15 | 27,56 | 8,36 | 3,49 | 2,95 | 2,63 | 2,09 | 1,18 | 1 865    |

### Vila Velha de Ródão
| Partido                 | Partido                        | Votos | %               | +/-  |
| ----------------------- | ------------------------------ | ----- | --------------- | ---- |
|                         | Partido Socialista             | 899   | 55,02 / 100,00  | 4,53 |
|                         | Partido Social Democrata       | 377   | 23,07 / 100,00  | 0,35 |
|                         | CHEGA                          | 107   | 6,55 / 100,00   | 5,91 |
|                         | Bloco de Esquerda              | 67    | 4,10 / 100,00   | 6,07 |
|                         | Coligação Democrática Unitária | 64    | 3,92 / 100,00   | 1,37 |
|                         | Iniciativa Liberal             | 33    | 2,02 / 100,00   | 1,79 |
|                         | CDS – Partido Popular          | 21    | 1,29 / 100,00   | 0,69 |
|                         | Outros (com menos de 1,00%)    | 30    | 1,84 / 100,00   |      |
| Votos Inválidos         | Votos Inválidos                | 36    | 2,20 / 100,00   | 1,17 |
| Total                   | Total                          | 1 634 | 100,00 / 100,00 |      |
| Eleitorado/Participação | Eleitorado/Participação        | 2 791 | 58,55 / 100,00  | 2,70 |

| Freguesia           | %     | %     | %     | %    | %    | %    | %    | Votantes |
| Freguesia           | PS    | PSD   | CH    | BE   | CDU  | IL   | CDS  | Votantes |
| ------------------- | ----- | ----- | ----- | ---- | ---- | ---- | ---- | -------- |
| Freguesia           |       |       |       |      |      |      |      | Votantes |
| Fratel              | 59,35 | 20,50 | 2,16  | 2,88 | 4,68 | 3,24 | 2,88 | 278      |
| Perais              | 61,57 | 22,27 | 5,24  | 2,18 | 2,62 | 1,75 | 0,87 | 229      |
| Sarnadas de Ródão   | 50,75 | 24,44 | 10,15 | 5,64 | 1,88 | 2,26 | 0,75 | 266      |
| Vila Velha de Ródão | 53,19 | 23,69 | 7,20  | 4,53 | 4,65 | 1,63 | 1,05 | 861      |
| Vila Velha de Ródão | 55,02 | 23,07 | 6,55  | 4,10 | 3,92 | 2,02 | 1,29 | 1 634    |

## Lista de Deputados Eleitos
A lista apresentada é conforme a aplicação do Método D'Hondt:
| N.º | Nome                                             | Partido | Partido                  | Quociente  |
| --- | ------------------------------------------------ | ------- | ------------------------ | ---------- |
| 1   | Ana Maria Pereira Abrunhosa Trigueiros de Aragão |         | Partido Socialista       | 45622      |
| 2   | Cláudia Sofia Farinha André                      |         | Partido Social Democrata | 26237      |
| 3   | João Paulo Marçal Lopes Catarino                 |         | Partido Socialista       | 22811      |
| 4   | Nuno Jorge Cardona Fazenda de Almeida            |         | Partido Socialista       | 15207,3333 |